# Seigneuries d'en deçà des Bois

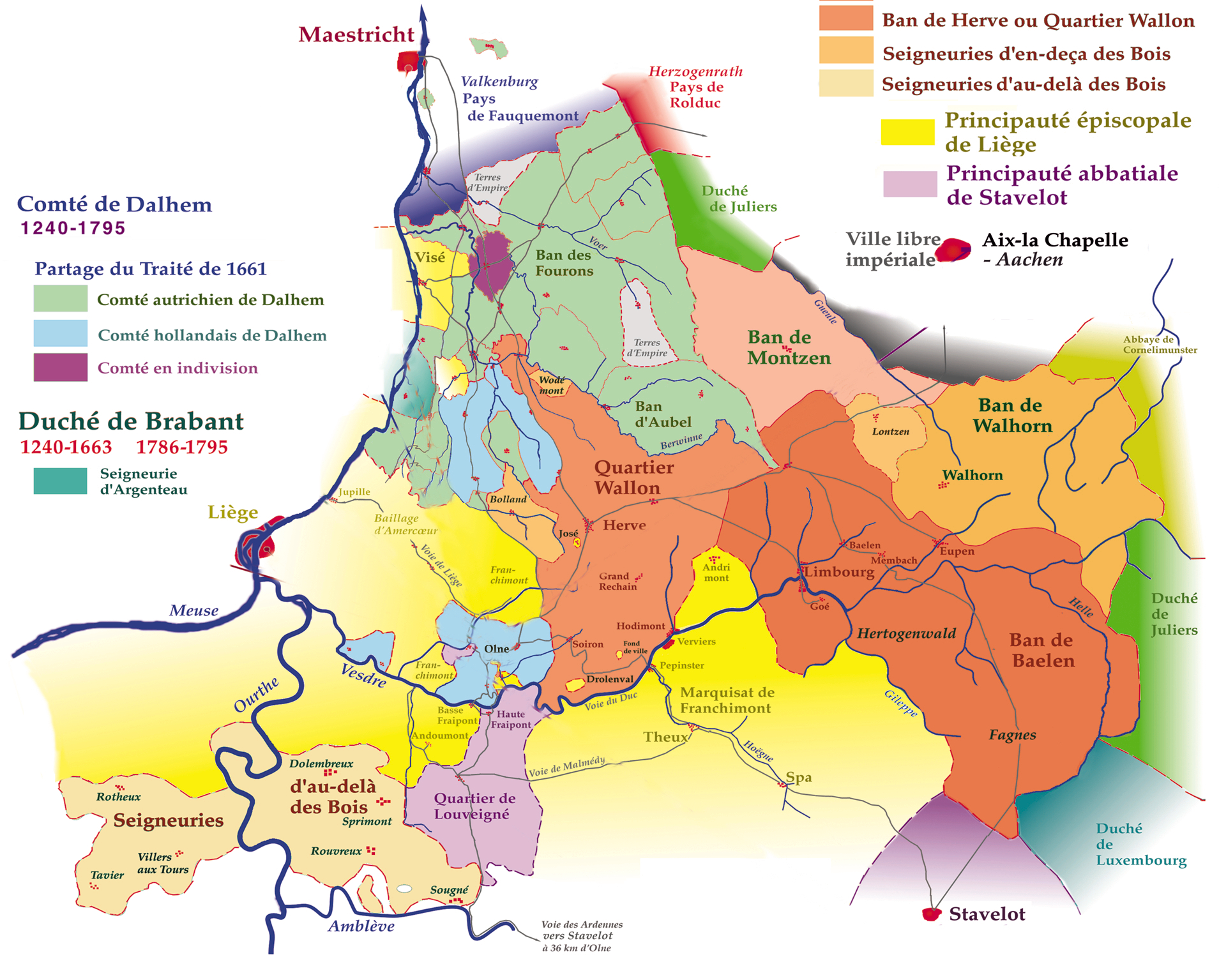
Carte du Duché de Limbourg de 1240 à 1795

Les Seigneuries d'en deçà des bois, partie du Quartier des Neuf seigneuries Haut-Ban de Sprimont du Duché de Limbourg de 1240 à 1795, étaient au nombre de deux en opposition avec les sept Seigneuries d'au-delà des bois.
Ces seigneuries étaient celles de Lontzen et Wodémont, en région géographique du Pays de Herve.
Lontzen était l'une des deux seigneuries limbourgeoises dites « En deçà des Bois », ne relevait pas du duc de Limbourg, mais appartenait à la prévôté de Notre Dame d'Aix-la-Chapelle.

## Les Seigneuries du Duché de Limbourg
Chronologie selon Guy Poswick

### Franchise de Limbourg
- 01 Le Château Fort de Limbourg
- 02 Le Château de la Porte d'Ardenne à Limbourg
- 03 Le Château de la Louveterie à Limbourg

### Ban de Baelen
- 04 Le Château de Vreuschemen à Baelen
- 05 La Maison Seigneuriale de Nereth, à Baelen
- 06 Le Château de Villers à Bilstain
- 07 Le Château de Laverne à Bilstain
- 08 Le Burg de Stockem à Eupen
- 09 Le Château de Goé
- 10 Le Vieux Château de Ruyff à Henri-Chapelle
- 11 Le Château de Baelen à Ruyff - Henri-Chapelle
- 12 La Cour Bibaus à Lohirville, Henri-Chapelle
- 13 Le Château de Mützhagen à Lontzen
- 14 La Cour de Cortenbach à Membach

### Ban de Herve
- 15 Le Château de Crèvecoeur à Battice
- 16 Le Château de Rosmel à Battice
- 17 Le Château de Xhenemont à Battice
- 18 Le Château de Hameval à Charneux
- 19 Le Château de Beauregard à Charneux
- 20 L'Abbaye du Val-Dieu à Charneux
- 21 Le Château de Clermont
- 22 Le Château-ferme de Couves à Clermont
- 23 Le Château de Chrawhez à Clermont
- 24 Le Château d'Odart ou Ondorpt à Clermont
- 25 Le Château-ferme de l'Aguesse à Clermont
- 26 Le Château de Sclassin à Cornesse
- 27 Le Château-ferme d'Asse à Julémont
- 28 Le Château de Petit-Rechain
- 29 Le Château de Soiron

### Ban de Montzen
- 30 Le Château de Streversdorp à Montzen
- 31 Le Château de Broeck à Montzen
- 32 Le Château de Belderbusch à Montzen
- 33 Le Château-ferme de Nieuwhuys à Montzen
- 34 Le Château-ferme de Veltjaeren à Hombourg
- 35 Le Château-ferme de Berlieren à Hombourg
- 36 Le Château d'Alensberg à Moresnet
- 37 Le Château de Bempt à Moresnet
- 38 Le Château de Schimper à Moresnet
- 39 Le Château d'Obsinnich à Remerdael
- 40 Le Château de Beusdael à Sippenaeken
- 41 Le Prieuré Noble de Sinnich à Teuven
- 42 Le Château de Hoef à Teuven

### Ban de Walhorn
- 43 Le Château de Crapoel à Walhorn
- 44 Le Château de Thor à Walhorn
- 45 Le Château de Mützhof à Walhorn
- 46 Hundertmorgen à Walhorn
- 47 Vlattenhaus à Eynatten
- 48 Amstenraedter Haus à Eynatten
- 49 Le Donjon de Rave à Eynatten
- 50 Le Château-ferme de Hebscheid à Aix-la-Chapelle
- 51 Le Château Eyneburg à Hergenrath
- 52 Le Château de Libermé à Kettenis
- 53 Le Château de Weims à Kettenis
- 54 Le Château de Waldenburg à Kettenis
- 55 Philippenhaus à Kettenis
- 56 Le Château de Thal à Kettenis
- 57 Haus Raeren à Raeren
- 58 Burg Raeren à Raeren
- 59 Le Château de Knoppenburg à Raeren
- 60 Le Château-ferme de Bergscheid à Raeren
- 61 Haus Meurisse à Raeren
- 62 Le Prieuré de Brandebourg à Aix-la-Chapelle

### Seigneuries en deca des bois
- 63 Le Château de Lontzen
- 64 Le Château-ferme de Krickelhausen à Lontzen
- 65 Le Château de Wodémont à Neufchâteau